# Supletismo
Supletismo, flexión heteróclita, suplencia, o supleción, es un proceso mediante el cual una palabra adopta raíces diferentes para un mismo paradigma, lo que, según la norma general, requeriría únicamente la substitución de un morfo por otro.
En español, por ejemplo, se da el caso del verbo ir. En presente de indicativo aparece una forma supletiva "voy", "vas", "va", etc., en vez de derivar las formas directamente de una raíz "i-". Asimismo, el pretérito adopta las formas mediante la raíz "fu-" y no parte de derivados de "vo-/va-", como el presente.

## Ejemplos

### Paradigmas sin supletismo
- español: cantar > canto, canté
- inglés: list > lists, listed
- alemán: machen > mache, machte
- ruso: делать (dyelat’) > делаю (dyelayu), делал (dyelal)

### Paradigmas con supletismo
- español: ir > voy, fui
- inglés: go > went, good > better
- alemán; sein > bin, war
- ruso: человек (chyelovyek) > люди (lyudi), год (god) > лет (lyet)

## Conjugación heteróclita
La conjugación heteróclita es la que presentan aquellos verbos cuyo paradigma usa más de una raíz, de forma que los diferentes tiempos y modos usan diferentes raíces, etimológicamente no relacionadas, para los diferentes tiempos. Por ejemplo:
- En español los verbos ser e ir son heteróclitos. Para el verbo ser en primera persona del singular, existen las formas de presente, pasado y futuro: soy / fui / seré (donde aparecen dos raíces: *-s- y fu-). Para el verbo ir se tiene voy / fui / iré (donde aparecen tres raíces: *v-, fu- e ir-).
- En latín son defectivos: ferre 'llevar' (y sus derivados): ferō 'llevo' / tulī 'llevé' / lātum 'llevado', y también fierī, la pasiva de 'hacer' (y sus derivados): en los tiempos simples se usan formas de la raíz defectiva fierī y en los tiempos compuestos formas de factum + verbo esse.

## Flexión pronominal
Los pronombres personales de casi todas las lenguas indoeuropeas presentan supletismo según el caso gramatical del pronombre personal, ya que las formas de pronombres sujeto difieren de alguna forma de los pronombres usados como objeto verbal.